# رونالد ويليام غينر
رونالد ويليام غينر (بالإنجليزية: Ronald William Gainer)‏ هو كاهن كاثوليكي أمريكي، ولد في 24 أغسطس 1947 في بوتسفيل في الولايات المتحدة.